# Kirjaci
Kirjaci (în rusă Киржа́ч) este un oraș și centru administrativ al raionului Kirjaci din regiunea Vladimir a Rusiei, situat pe râul Kirjaci în partea de vest a regiunii, la 125 km vest de Vladimir și 29 km sud de Aleksandrov. Populația orașului este de 29.965 locuitori (recensământul din 2010).

## Etimologie
Orașul este numit după râul Kirjaci. Rădăcina numelui (kirj) corespunde unui cuvânt mokșa sau erzia care înseamnă „stânga”.

## Istoric
A fost înființată în secolul al XIV-lea, ca o sloboda repartizată Mănăstirii Buna Vestire. Aceasta din urmă a fost înființată de către Sfântul Serghie de Radonej, care a trăit în această zonă între 1354 și 1358. În cea mai mare parte a istoriei sale, mănăstirea a rămas puternic dependentă de Lavra Sfânta Treime a Sf. Serghie de Radonej, care se află la 48 km vest. După ce mănăstirea a fost desființată în anul 1764, sloboda a primit drepturi municipale în 1778. Ulterior, Kirjaci, la fel ca multe alte orașe din apropiere, s-a dezvoltat în primul rând ca un centru de industrie textilă.

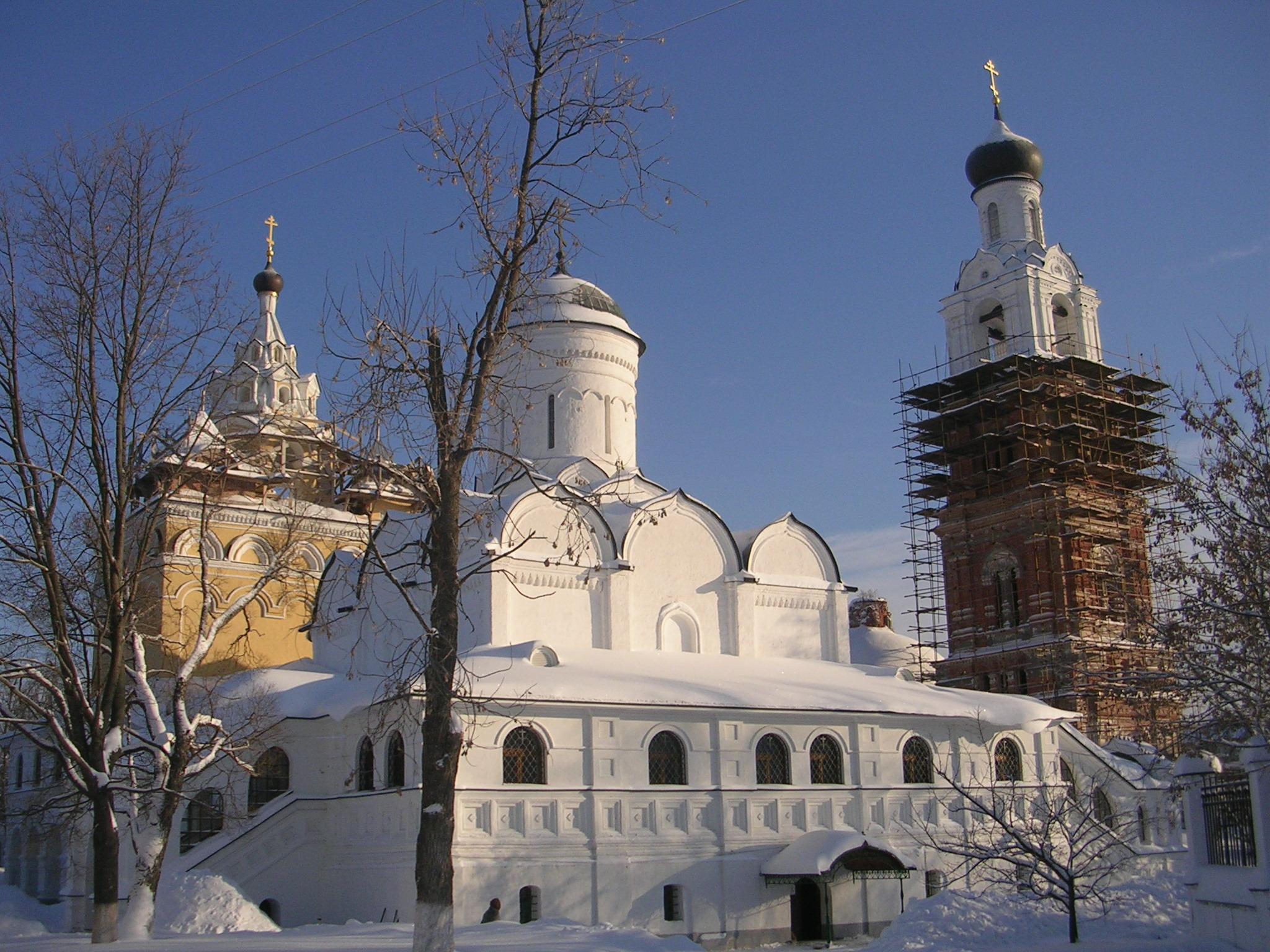
Mănăstirea Buna Vestire în 2011

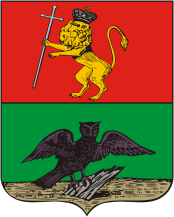
Stema orașului Kirjaci din 1781

Pe 12 octombrie 2004, localitatea Krasnîi Oktiabr a fost încorporată în orașul Kirjaci.

## Statut administrativ și municipal
Ca subdiviziune administrativă, Kirjaci servește ca un centru administrativ al raionului Kirjaci, căruia îi este subordonat direct. Ca o subdiviziune municipală, orașul Kirjaci este încorporată în raionul municipal Kirjaci ca Așezarea Urbană Kirjaci.

## Clima
Clima orașului este moderat continentală: o vară caldă, o iarnă rece, cu o primăvară și o toamnă moderate. Temperatura medie este de -10.6°C în luna ianuarie și de +18.2°C în luna iulie. Medie anuală de  precipitații este de 584 mm. El are in medie 151 de zile pe an cu temperaturi de peste 0°C. Un strat de zăpadă este prezent timp de patru până la cinci luni; zăpada începe să cadă, de obicei, la sfârșitul lunii noiembrie sau începutul lui decembrie. Zăpada este topită de soare pe la mijlocul lunii aprilie și în păduri la sfârșitul lunii aprilie.

## Demografie
| 1897  | 1939   | 1959   | 1989   | 2002   | 2010   |
| ----- | ------ | ------ | ------ | ------ | ------ |
| 4,799 | 11,600 | 18,100 | 25,431 | 22,704 | 29,965 |

## Arhitectură și monumente
Kirjaci este renumit pentru marea mănăstire - catedrală Blagovescenski. Mănăstirea are o structură foarte interesantă - ea este o galerie deschisă. Această galerie este unită cu catedrala din apropiere, care are un turn pătrat și o clopotniță. Această biserică este necropola marilor boieri ruși din familia Miloslavski. Biserica din secolul al XVI-lea a fost demolată în perioada sovietică, dar oamenii au reconstruit-o din nou în 1990. Astăzi aici se află o mănăstire de maici. Începând din 1997 mănăstirea conține moaștele sfântului rus Roman de Kirjaci, discipolul unui alt mare sfânt rus, Serghie de Radonej. Turiștii pot vedea două biserici vechi închinate Sf. Nicolae. Una a fost construită în 1764, iar cealaltă în 1846. Pe fațada muzeului de artă local se află o placă memorială care marchează întâlnirea lui Iuri Gagarin, primul cosmonaut al planetei, cu populația localității pe 29 martie 1963. La 18 km de Kirjaci (în apropierea satului Novoselovo), Gagarin și instructorul de zbor Vladimir Serioghin au murit într-un accident de avion pe 27 martie 1968. Turiștii pot vedea, de asemenea, clădirile vechilor magazine care au fost construite în 1850.